# Penstemon tenuifolius
Penstemon tenuifolius är en grobladsväxtart som beskrevs av George Bentham. Penstemon tenuifolius ingår i släktet penstemoner, och familjen grobladsväxter. Inga underarter finns listade i Catalogue of Life.